# Santa Bàrbara d'Os de Balaguer
Santa Bàrbara és una capella al castell d'Os, des del qual es veu tot el poble d'Os de Balaguer (Noguera), inclosa a l'Inventari del Patrimoni Arquitectònic de Catalunya.
És una capella de pedra, de petites dimensions i de planta rectangular. L'interior es troba en mal estat de conservació, però encara es pot veure part de l'altar major. S'accedeix a la capella per una porta de fusta amb arc de mig punt, per sobre de la qual hi ha una fornícula buida que havia contingut la imatge de la santa. Sobre la fornícula hi ha un senzill rosetó. A la pedra angular de l'arc de la porta hi ha la data 1864. Fou manada construir pel senyor del castell d'aquell temps. L'obra de la capella és posterior a la del castell. Actualment no es realitza cap acte religiós en aquest indret i el pas del temps la malmet cada cop més.